# Новые Атаи
Но́вые Ата́и (чув. Çĕнĕ Атикасси) — деревня в Красночетайском районе Чувашской Республики. Входит в состав Староатайского сельского поселения.

## География
Находится в северо-западной части Чувашии на расстоянии приблизительно 16 км на восток от районного центра села Красные Четаи.

## История
Известна с 1795 года, когда здесь было 37 дворов и 145 жителей. Основана переселенцами из деревни Атаево (ныне Старые Атаи). В 1860 году было учтено 69 дворов и 239 жителей, в 1897 — 95 дворов, 519 жителей, в 1927—152 двора, 707 жителей, в 1939—653 жителя, в 1979—392. В 2002 году было 115 дворов, в 2010 — 88 домохозяйств. В 1930 году был образован колхоз им. К. Маркса, в 2010 действовало ООО «Асамат».

## Население
Постоянное население составляло 273 человека (чуваши 99 %) в 2002 году, 220 в 2010.